# Andreas Hedlund
Ej att förväxla med låtskrivaren Andreas Hedlund (arrangör) (född 1983).
Andreas Hedlund, född 17 november 1973, också känd som Vintersorg och Mr.V, är en svensk musiker från Skellefteå. Han är främst känd för sitt medverkande i gruppen Vintersorg, som han i princip driver själv.

## Diskografi

### Med Vintersorg
Studioalbum
- Till fjälls (1998)
- Ödemarkens son (1999)
- Cosmic Genesis (2000)
- Visions From The Spiral Generator (2002)
- The Focusing Blur (2004)
- Solens Rötter (2007)
- Jordpuls (2011)
- Orkan (2012)
- Naturbål (2014)
- Till fjälls: Del II (2017)

EP
- Hedniskhjärtad (1998)

### Med Otyg
Demo
- Bergtagen (1995)
- I Trollskogens Drömmande Mörker (1996)
- Galdersång till Bergfadern (1997)

Studioalbum
- Älvefärd (1998)
- Sagovindars Boning (1999)

### Med Borknagar
Studioalbum
- Empiricism (2001)
- Epic (2004)
- Origin (2006)
- Universal (2010)
- Urd (2012)
- Winter Thrice (2016)

### Med Cosmic Death
Demo
- Crimson Nightgate (1997)

### Med Cronian
Studioalbum
- Terra (2006)
- Enterprise (2008)
- Erathems (2013)

### Med Fission
Studioalbum
- Crater (2004)
- Pain Parade (2008)

### Med Havayoth
Studioalbum
- His Creation Reversed (2000)

### Med Masticator
Demo
- Demo (1991)

### Med Waterclime
Studioalbum
- The Astral Factor (2006)
- Imaginative (2007)